# Tomasz Wierzejski (cichociemny)
Tomasz Jan Wierzejski ps.: Zgoda 2, Wiara (ur. 30 marca 1911 w Rzeżycy, zm. 25 czerwca 1957 w Londynie) – oficer Wojska Polskiego II RP, Armii Andersa, Polskich Sił Zbrojnych i Armii Krajowej, major saperów służby stałej, uczestnik powstania warszawskiego, więzień sowieckich łagrów, cichociemny. Zwykły Znak Spadochronowy nr 4432, Bojowy Znak Spadochronowy nr 1532.

## Życiorys
Był synem Bronisława i Bronisławy z domu Przewuskiej. Od 1920 w Polsce, zamieszkał w Łukowie, uczył się w tamtejszym gimnazjum. Od 1924 w Korpusie Kadetów nr 2 w Modlinie, po przeniesieniu do Chełmna od 1926 w Korpusie Kadetów Nr 1 we Lwowie, gdzie zdał maturę. Od 1930 słuchacz Szkoły Podchorążych Saperów, po jej ukończeniu awansowany na stopień podporucznika, ze starszeństwem od 15 sierpnia 1932. Przydzielony jako dowódca plutonu, następnie kompanii do Batalionu Mostowego w Kazuniu. Awansowany na stopień porucznika ze starszeństwem od 19 marca 1937.
We kampanii wrześniowej jako dowódca 12 samodzielnej kompanii pontonowej, następnie dowódca saperów 8 Dywizji Piechoty. Odznaczony Krzyżem Walecznych. Prawdopodobnie po rozproszeniu dywizji 4 września dostał się do niewoli niemieckiej, z której uciekł. Po agresji sowieckiej na Polskę 17 września aresztowany, skazany na 8 lat łagrów. Po układzie Sikorski-Majski zwolniony, w lutym 1942 wstąpił do Armii Andersa, przydzielony jako oficer wyszkolenia 2 Batalionu Saperów. Od listopada 1942 referent w Dowództwie Saperów. Od lipca 1943 jako I oficer techniczny 5 Brygady Saperów. Awansowany na stopień kapitana, ze starszeństwem od 3 maja 1943.
Zgłosił się do służby w kraju. Przeszkolony ze specjalnością w dywersji na kursach specjalnych dla kandydatów na cichociemnych: m.in. spadochronowym, walki konspiracyjnej, odprawowym (Ośrodek Wyszkolenia nr 10, Ostuni), i in. Zaprzysiężony 14 lutego 1944 w Ostuni przez szefa Oddziału VI (Specjalnego) Sztabu Naczelnego Wodza i przerzucony na stację wyczekiwania Głównej Bazy Przerzutowej w Latiano nieopodal Brindisi we Włoszech. 
Skoczył ze spadochronem do okupowanej Polski w nocy 21/22 maja 1944 w sezonie operacyjnym „Riposta”, w operacji lotniczej „Weller 29” dowodzonej przez mjra naw. Eugeniusza Arciuszkiewicza, na placówkę odbiorczą „Kos” 407 (kryptonim polski, brytyjskie oznaczenie numerowe pinpoints), w okolicach miejscowości Wierzbno, 24 km od Krakowa. Razem z nim skoczyli: por. Marian Golarz ps. Góral 2, rtm. Krzysztof Grodzicki ps. Jabłoń, ppor. Władysław Marecki ps. Żabik 2, gen. bryg. Leopold Okulicki ps. Niedźwiadek, ppor. Zbigniew Waruszyński ps. Dewajtis 2. 
Po skoku do 15 czerwca aklimatyzacja do realiów okupacyjnych w Warszawie. Od 20 czerwca 1944 przydzielony do Batalionu „Czata 49" bazy zaopatrzenia w Wilnie. Wyjechał 20 lipca, jednak nie mogąc się przedrzeć przez front, wrócił następnego dnia do Warszawy. 29 lipca przydzielony do „Czaty 49" jako dowódca plutonu kadrowego.
W powstaniu warszawskim jako dowódca plutonu batalionu „Czata 49" Zgrupowania „Radosław”. 17 sierpnia ranny na Muranowie, odznaczony Krzyżem Walecznych po raz drugi. 19 sierpnia ponownie ranny, zasypany po wybuchu goliata na rogu ulic Zakroczymskiej i Konwiktorskiej. 26 sierpnia ranny po raz trzeci, przeniesiony do szpitala polowego. Od 3 września ponownie w walce, jako dowódca kompanii i saperów w Zgrupowaniu „Radosław”. 5 września odznaczony Virtuti Militari. Od 8 września zastępca dowódcy batalionu „Czata 49", walczył w ciężkich walkach na Czerniakowie. Awansowany na stopień majora 3 października 1944. Walczył na Muranowie, Czerniakowie, Starym Mieście oraz w Śródmieściu. Po kapitulacji powstania w niewoli niemieckiej, m.in. w Oflagu VII A Murnau, 29 kwietnia 1945 uwolniony przez wojska amerykańskie.
6 czerwca 1945 zameldował się w Oddziale VI (Specjalnym) Sztabu Naczelnego Wodza w Londynie. Wstąpił do Polskich Sił Zbrojnych pod brytyjskim dowództwem. Osiedlił się w Wielkiej Brytanii. Zginął w wypadku samochodowym.
Był autorem wspomnień: 10 minut namysłu, Kto jak nie łączniczka, Z Czatą 49 na Starym Mieście opublikowanych w książce pt. Drogi cichociemnych... (wyd. I, II, III, Veritas, Londyn, 1954, 1961, 1972, Bellona, Warszawa, 1993, 2008).

## Awanse
- podporucznik – 5 sierpnia 1933 roku ze starszeństwem z dniem 15 sierpnia 1932 roku i 24. lokatą w korpusie oficerów inżynierii i saperów[4]
- porucznik – ze starszeństwem z dniem 19 marca 1937 roku i 1. lokatą w korpusie oficerów saperów, grupa liniowa[5]
- kapitan – ze starszeństwem z dniem 3 maja 1943 roku
- major – 3 października 1944 roku, awans nominacyjny z 4 września 1944 roku z uzasadnieniem: Wybitny oficer. Zrównoważony, obowiązkowy, niezawodny w spełnianiu zleconych mu zadań. Posiada posłuch w szeregach mimo najkrytyczniejszej sytuacji bojowej. Odważny. We wszystkich akcjach Czaty brał wybitny udział. Pozostawał w linii mimo parokrotnych ran[6].

## Ordery i odznaczenia
- Krzyż Srebrny Orderu Virtuti Militari – wniosek odznaczeniowy dowódcy batalionu mjr. „Witolda” (Tadeusz Runge) z 4 września 1944 roku z uzasadnieniem: Wybitnie odważny oficer, który mężną i zdecydowaną odwagą dawał doskonały wzór dla podkomendnych w ostatnio przeprowadzanych, wśród najcięższych warunków, akcjach obronnych przy ul. Przebieg na Muranowie oraz przy ul. Sapieżyńskiej. Trzykrotnie ranny. Odznaczony na mocy rozkazu Dowódcy AK nr 412 z 9 września 1944 roku[6] nr 11505[7]
- Krzyż Walecznych – dwukrotnie, we wrześniu 1939 roku i w sierpniu 1944 roku (wniosek odznaczeniowy z 12 sierpnia)[6].